# Стрельбицький Іоан Хрисанфович
Стрільбицкий Іоанн Хрисанфович православний священик та духовний письменник — племінник Архієпископа Волинського та Житомирського Модеста Стрільбицького. Здобув освіту в Київській духовній академії.

## Родовід
Українське прізвище «Стрільбицький» походить із села Стрільбичі Львівської області.
В списках давніх документів вперше задується в 1243 році, ще за князівських часів Галицько-Волинської держави (королівства Русь). Данило з Кульчиць, ловчий у руського князя та короля Льва Даниловича Галицького.
В 1785 р. Іосиф Стрельбицький порушив перед Подільським дворянським зібранням клопотання про підтвердження свого шляхетського походження та включення роду до дворянського стану Всероссійської імперії. В 1801 році, згідно з пунктом 92 було підтверджено шляхетське походження. В 1803 році, згідно з указом герольдії Іосифа Стрельбицького та його рід було визнано дворянами першого ступеня, і їх прізвище було внесено до першої частини дворянської родословної книги Подільської губернії.
Диплом про дворянське походження був складений на пергаменті, польською мовою та зберігався у Протоієрея Подільської єпархії Христофора Іосифовича Стрільбицкого, батька Іоанна Хрисанфовича (Христофоровича) Стрільбицького.
Помер в Одесі 13.05.1933 від уремії. Місце поховання невідоме.
Донька - Олександра Стрельбицька.

## Твори І.Х.Стрільбицького
- «Історія російського розколу, знаного під назвою старообрядництво» (вид. 3, Одеса, 1898),
- «Викриття російського розколу» (Одеса, 1896),
- «Короткий нарис штундизму та звід текстів, скерованих до його викриття» (вид. 4, Одеса, 1899),
- «Церковні греко-католицькі собори з кінця XVI ст. до приєднання греко-католиків до православної російської церкви» (вид. 2, Одеса, 1891),
- «Паломник, або Необхідне керівництво для осіб, які відвідують св. гору Афон» (Одеса, 1890),
- «Св. Модест, архієпископ єрусалимський» (Одеса, 1892),
- «Життя та подвиги старця Паісія (Величковського) в зв'язку з століттям з дня його смерті, 1794—1894» (Одеса, 1894),
- «Святитель Феодосій Углицький, архієпископ чернігівський» (ib., 1897),
- «Пятидесятиріччя приєднання білоруської греко-католицької церкви, 1839—1889» (Вільно, 1889),
- «Архімандрит Володимир (Терлецький), доктор богослівя та медицини» (Одеса, 1889);
- ряд статей про походження штундизму в «Московських відомостях» за 1890 р.;
- «Декілька слів з приводу нотаток про живцем похованих в дністровських плавнях Херсонської губ.»
- («Місіонерське огляд», 1898) та інше.